# Max Pfister
Max Pfister (Zurigo, 21 aprile 1932 – Saarbrücken, 21 ottobre 2017) è stato un linguista e filologo svizzero.

## Biografia
Dal 1951 al 1958 studiò filologia romanza all'Università di Zurigo, trascorrendo periodi di studio in Italia presso la Scuola Normale Superiore. Si laureò nel 1958 con una tesi sugli sviluppi del nesso consonantico -ps- nelle lingue romanze con particolare riferimento al provenzale antico. Dal 1960 al 1969 insegnò francese e italiano nei licei di Zurigo, dopo aver partecipato con Walther von Wartburg all'attività redazionale del Französisches Etymologisches Wörterbuch. Nel 1968 conseguì l'abilitazione all'Università di Zurigo con una tesi su Girart de Roussillon. Dal 1969 al 1974 insegnò filologia romanza all'Università di Marburgo, dal 1974 linguistica romanza all'Università di Saarbrücken. Dal 1986 al 1989 era stato presidente della Société de Linguistique Romane e dal 1989 al 1999 direttore della "Zeitschrift für romanische Philologie". Fu socio dell'Accademia di Magonza, dell'Accademia di Lucca, dell'Accademia della Crusca, dell'Istituto Lombardo, dell'Accademia di Heidelberg, e del Centro di studi filologici e linguistici siciliani. Ottenne la laurea honoris causa delle Università di Bari, Lecce, Torino, Roma e Palermo, e la nomina di ufficiale dell'Ordine al merito della Repubblica Italiana. La sua opera più celebre è il Lessico Etimologico Italiano, pubblicato a partire dal 1979 in fascicoli periodici e giunto nel 2017 a buona parte della lettera C, metà della lettera D, una parte significativa della E e un volume sugli etimi di origine germanica. Dal 2018 il Lessico Etimologico Italiano (LEI) è diretto e pubblicato da Elton Prifti (Università della Saarland) e Wolfgang Schweickard (Università della Saarland).

## Opere principali
- Die Entwicklung der inlautenden Konsonantengruppe -PS- in den romanischen Sprachen mit besonderer Berücksichtigung des Altprovenzalischen, Bern, Francke, 1960.
- Lexikalische Untersuchungen zu Girart de Roussillon, Tübingen, Niemeyer, 1970
- Lessico Etimologico Italiano, Tübingen, Reichert, 1979-
- Einführung in die romanische Etymologie, Darmstadt, Wissenschaftliche Buchgesellschaft, 1980
- Galloromanische Sprachkolonien in Italien und Nordspanien, Mainz, Akademie der Wissenschaften und Literatur, 1988
- Introduzione all'etimologia romanza, Catanzaro, Rubbettino, 2001
- Scripta minora selecta de rebus galloromanicis et italicis, Darmstadt, Wissenschaftliche Buchgesellschaft, 2002